# Joseph Nicolosi
Joseph „Joe“ Nicolosi (* 24. Januar 1947 in New York City; † 8. März 2017 in Thousand Oaks, Ventura County, Kalifornien, USA) war ein US-amerikanischer Psychologe. Er war Sachbuchautor, Präsident der US-amerikanischen Therapeutenvereinigung National Association for Research and Therapy of Homosexuality (NARTH) und Gründer und Leiter der St. Thomas Aquinas Psychological Clinic in Encino (Kalifornien). Er war ein Verfechter der umstrittenen reparativen Therapie, bei der die Homosexualität überwunden werden soll, und wird oft als führendes Mitglied der Ex-Gay-Bewegung bezeichnet.

## Therapeutischer Ansatz
Nicolosi ist der Begründer der Reparativtherapie. Als Ursache männlicher Homosexualität sah er folgende Konstellation an: eine dominante, übermäßig emotionale Mutter, eine mangelnde Bindung zum Vater wegen seiner Distanziertheit, Abwesenheit, Ablehnung oder Aggressivität und Eigenschaften des Jungen wie Sensibilität, Schüchternheit, Introvertiertheit, Phantasie und künstlerische Begabung. Dies führe dann dazu, dass der Junge ewig auf der Suche nach dem Männlichen, dem Vater bleibe, dies aber mit der Zeit mit männlicher Sexualität verwechsele. Die homosexuelle Identität nehme er dann an, weil er während dieser Sexualität ein gutes Gefühl habe, welches ihm sonst in seinem Leben häufig fehle. Zeiten solcher schlechten Gefühle (grey zone) gäben dann jeweils den Impuls zu neuen homosexuellen Kontakten. Bei weiblicher Homosexualität gebe es zwei verschiedene Möglichkeiten: Entweder werde die Mutterbindung im ganz frühen Kindesalter gestört und so die Mutterbindung traumatisiert oder das Mädchen identifiziere sich mit einem aggressiven Vater oder Partner der Mutter, weil es nicht genauso ein Opfer werden wolle, wie diese – Identifikation mit dem Aggressor.
In seinem Aufsatz Die Bedeutung der gleichgeschlechtlichen Anziehung beschreibt er sein therapeutisches Konzept zur Behandlung der Homosexualität unter Männern. Homosexuelle Anziehung sei Ausdruck eines „reparativen Antriebs“. Homosexualität sei beispielsweise ein unbewusster Versuch, auf eine blockierte Selbstbehauptung einzuwirken, oder eine Reaktion auf die Rolle des „falschen Selbsts“. Der homosexuelle Akt sei häufig ein scheinbares Hilfsmittel gegen das Gefühl, mangelhaft, unbedeutend oder wertlos zu sein. Scham sei ein Keil, der in die Person getrieben werde und der die geschlechtliche männliche Identität von der Ganzheit der Person abspalte („falsches Selbst“). Homosexualität sieht er als Entwicklungsstörung und potentiell verhinderbar. Die Therapie von Nicolosi zielt darauf, den Übergang zu einem Zustand zu erreichen, den er als „wahres männlichen Selbst“ definiert. Durch Trauerarbeit und Abbau von Abwehrmechanismen solle „echte Intimität“ ermöglicht werden. Schließlich würde dann, so Nicolosi, eine neue, eigene Identität nach dem Motto: „Ich bin gut genug“ entstehen.
Nach Nicolosi kann eine homosexuelle Identität niemals komplett ichsynton – also niemals vollständig der eigenen Persönlichkeit zugehörig – sein. Stattdessen stelle diese Identität immer eine Ichdystone Sexualorientierung dar. Darüber hinaus könne ein „homosexueller Lebensstil“ niemals gesund sein. Nicolosi sieht eine therapeutische Möglichkeit in der sexuellen Aktivität seiner Klienten mit Geschlechtsgenossen. Denn mit jedem Mal könnten dann, so Nicolosi, diese sich dann erneut fragen, warum sie dies täten, was sie an dem gleichgeschlechtlichen Partner sexuell anziehend fänden und was sie damit zu kompensieren versuchten. Die Reparative Therapie betrachtet gleichgeschlechtliche Anziehung in den meisten Fällen als einen Reparaturversuch nach Kindheitstrauma. Diese Traumata können heftig sein, wie sexueller oder emotionaler Missbrauch, oder auch in der Form von negativen Botschaften der Eltern in Bezug auf das Selbst und das Geschlecht im Stillen passieren. Genaues Hinschauen, Identifizieren und Lösen dieser emotionalen Kindheitstraumata führe häufig zu einer Reduzierung der ungewollten gleichgeschlechtlichen Anziehung. Homosexuelles Verhalten könne ein unbewusster Versuch der „Selbstreparatur“ von Gefühlen maskuliner Minderwertigkeit sein und diese Gefühle einen Versuch darstellen, normale, gesunde, männliche emotionale Bedürfnisse zu stillen.
Es gibt nach seiner Definition keine von Natur aus homosexuellen Menschen. Die homosexuelle Identität sei ein erst hundert Jahre alter, allein konstruktivistischer Ansatz, sowie ein politisches Konzept, welches jeder psychologischen Grundlage entbehre. Von Natur aus seien alle Menschen heterosexuell, manche hätten allerdings ein homosexuelles Problem. Dies sei das erste, was er betroffenen Menschen sage. Nicolosi sieht die Homosexualität als nicht vereinbar mit der christlichen Weltordnung: Dass es von Natur aus homosexuelle und heterosexuelle Menschen gebe, sei schwule Ideologie, und „wenn wir als Christen das erst einmal glauben, gibt es keinen Grund mehr, der uns hindert, der schwulen Ideologie zu folgen. […] Gott hat aber nur heterosexuelle Menschen erschaffen.“ Nicolosi sagt, er trete für die freie Entscheidung des Klienten ein, selbst das Ziel seiner Therapie zu bestimmen.
Sein jüngster Patient war sieben Jahre alt („Geschlechtsidentitätsstörung im Kindesalter“) und sein ältester 64 Jahre (Nicolosi: „Er hatte keine Ahnung, dass er eine Wahl hat, dass Veränderung möglich ist.“). Ein Drittel seiner Patienten sei nach seiner Therapie „geheilt“, sie hätten volle Kontrolle, keine gleichgeschlechtlichen Sexualkontakte mehr und die Intensität und Häufigkeit gleichgeschlechtlichen Verlangens sei vermindert, verschwinde aber nicht zwangsläufig. Wenn der Patient gleichgeschlechtliches Verlangen verspüre, dann solle dies für ihn ein Zeichen sein, in sich zu gehen und seine Beziehungen zu analysieren. Ein Teil dieser Patienten beginne gegengeschlechtliche Beziehungen. Ein Drittel der Patienten habe „signifikante Veränderungen“. Sie verstünden ihre Homosexualität, wie Nicolosi diese sieht, hätten ein gewisses Maß an Kontrolle und dabei aber noch immer gleichgeschlechtlichen Sex. Das letzte Drittel, welches er behandele, werde beispielsweise von Eltern oder Ehefrauen dazu gedrängt; sie würden diese Behandlung nicht wollen und wären deshalb nicht motiviert. Normalerweise aber reiche die nötige Motivation, um das Ziel zu erreichen.

## Kritik
Für seinen therapeutischen Ansatz wurde Nicolosi vom Philosophen Edward Manier kritisiert. Nicolosi habe keine wissenschaftlichen Beweise für seine Theorie vorgelegt.
Haldemann kritisiert als irrtümlich, dass Nicolosi einen einheitlichen schwulen Lebensstil voraussetze, dies sei ein reduktionistischeres Konzept als jenes der sexuellen Orientierung.

## Schriften
- Scham und Bindungsverlust. Reparativtherapie in der Praxis. LinkLink
- Homosexualität muss kein Schicksal sein: Gesprächsprotokolle einer alternativen Therapie Deutsches Institut für Jugend und Gesellschaft, Neukirchen-Vluyn 1995, ISBN 3-7615-4900-8.
- Reparative Therapy of Male Homosexuality: A New Clinical Approach, Jason Aronson, November 1991, ISBN 0-87668-545-9; (TB: Oktober 1997, ISBN 0-7657-0142-1)
- Healing Homosexuality: Case Stories of Reparative Therapy, Jason Aronson, Mai 1993, ISBN 0-87668-340-5 (TB: November 1997, ISBN 0-7657-0144-8)
- (mit Linda Nicolosi): A Parent's Guide to Preventing Homosexuality, InterVarsity Press, November 2002, ISBN 0-8308-2379-4